# Yasuhito, principe Chichibu
Yasuhito, principe Chichibu (秩父宮雍仁親王?, Chichibunomiya Yasuhito Shinnō; Tokyo, 25 giugno 1902 – Fujisawa, 4 gennaio 1953), è stato un principe e generale giapponese. Fu il secondo figlio dell'imperatore Taishō e fratello minore dell'imperatore Hirohito.
In qualità di membro della Casa Imperiale del Giappone, fu patrono di diversi organizzazioni sportive, mediche e di scambio internazionale. Prima e dopo la seconda guerra mondiale, parlando un ottimo inglese, il principe e sua moglie tentarono di promuovere le buone relazioni tra il Giappone e il Regno Unito e godettero di un buon rapporto con la famiglia reale britannica. Come altri principi imperiali giapponesi della sua generazione, fu ufficiale di carriera in servizio attivo nell'Esercito imperiale giapponese. Come tutti i membri della famiglia imperiale, fu esonerato da procedimenti penali davanti al tribunale di Tokyo da Douglas MacArthur.

## Biografia

### Studi

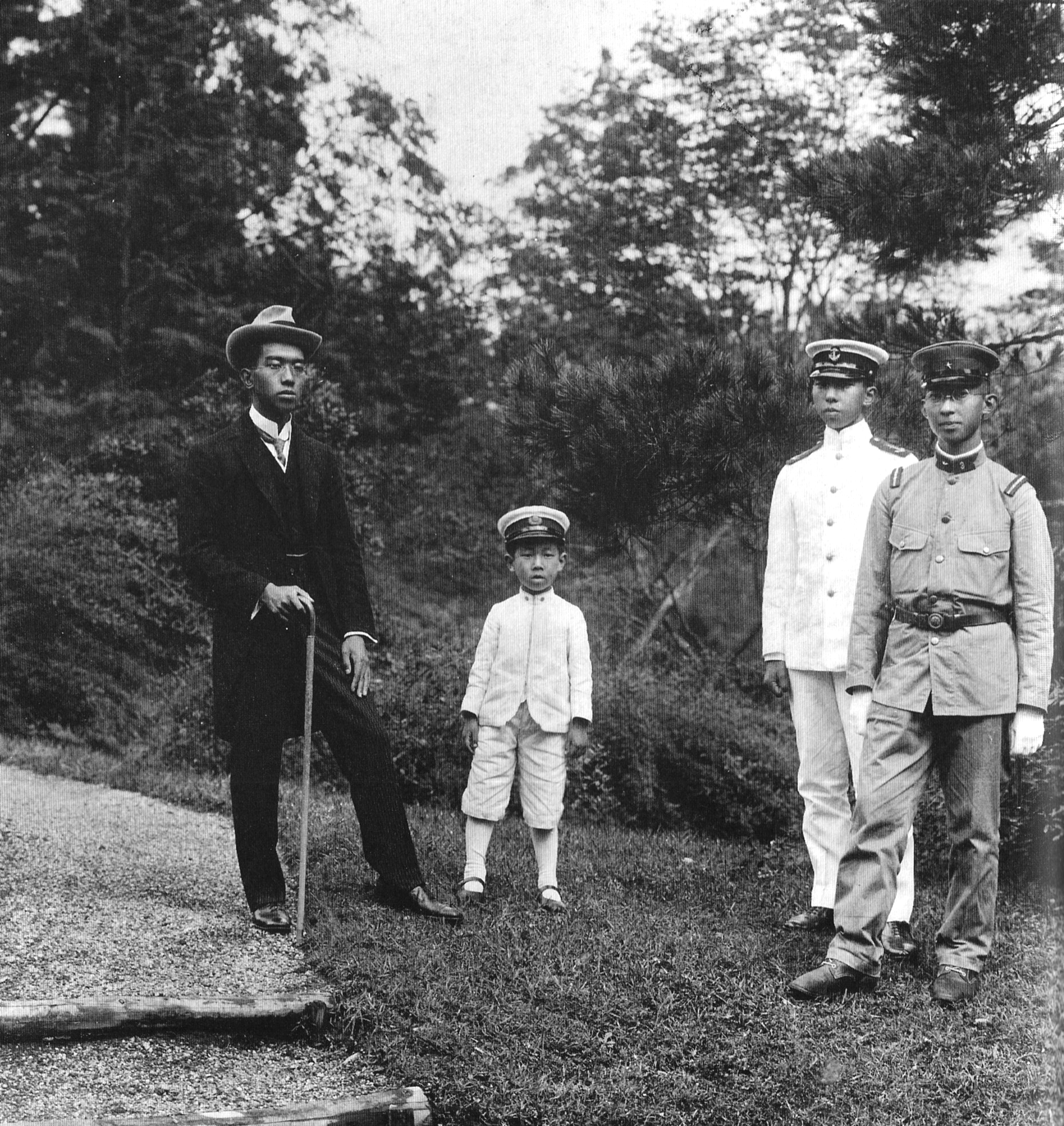
I quattro figli dell'imperatore Taishō nel 1921: da sinistra Hirohito, Takahito, Nobuhito e Yasuhito.

Il principe nacque nel Palazzo Indipendente, di Aoyama (Tokyo), figlio secondogenito dell'allora principe ereditario Yoshihito (poi imperatore Taishō) e della consorte Sadako (poi imperatrice Teimei). Il suo titolo nell'infanzia fu di Principe Atsu (Atsu no Miya). Lui e il fratello maggiore furono separati dai loro genitori e affidati alle cure di un rispettato ex ufficiale di marina, il conte Kawamura Sumiyoshi e di sua moglie.
Dopo la morte di Sumiyoshi nel 1904, i giovani principi raggiunsero i loro genitori al Togu-Gosho (residenza del principe ereditario) nella tenuta di Akasaka. Frequentò le scuole elementare e secondaria nel Gakushūin assieme al principe ereditario Hirohito e a suo fratello minore, il principe Nobuhito (nato nel 1905). Il principe Chichibu si iscrisse alla Scuola centrale militare preparatoria nel 1917 e poi nell'Accademia dell'Esercito Imperiale Giapponese nel 1922.
Il 26 maggio 1922, l'imperatore Taisho concesse al suo secondo figlio, il titolo di Chichibu-no-miya e l'autorizzazione ad avviare un nuovo ramo della famiglia imperiale. Nel 1925, il principe andò in Gran Bretagna per studiare al Magdalen College di Oxford. Lì, re Giorgio V lo decorò con la Gran Croce dell'Ordine Reale Vittoriano. Il principe Chichibu si guadagnò la reputazione di escursionista e alpinista durante la sua permanenza in Europa. Rientrò in Giappone nel gennaio 1927, in seguito alla morte del padre da tempo malato. Fino alla nascita di suo nipote, il principe ereditario Akihito, nel dicembre 1933, il principe Chichibu rimase l'erede presuntivo al trono del crisantemo.

### Matrimonio
Il 28 settembre 1928, il principe sposò Setsuko Matsudaira (9 settembre 1909 - 25 agosto 1995), figlia di Matsudaira Tsuneo, ambasciatore giapponese negli Stati Uniti, poi in Gran Bretagna e due volte Ministro della Casa Imperiale, e di sua moglie Nabeshima Nobuko. Anche se tecnicamente nata da un cittadino comune, la nuova principessa era la rampolla del clan Matsudaira di Aizu, ramo cadetto dello shogunato Tokugawa. Suo nonno paterno era Matsudaira Katamori, l'ultimo daimyō di Aizu. I coniugi non ebbero figli, anche perché l'unica gravidanza della principessa Chichibu si concluse con un aborto spontaneo. Nonostante ciò, a detta di tutti, il loro matrimonio fu pieno di amore e felicità.

### Carriera militare
Il principe Chichibu ricevette il suo primo incarico come sottotenente di fanteria nell'ottobre del 1922 e fu assegnato alla prima divisione della guardia imperiale giapponese. Fu promosso a tenente nel 1925 e a capitano nel 1930 dopo la laurea nella Scuola di guerra. Nell'agosto del 1935, ricevette la promozione al grado di maggiore e fu assegnato al comando della 31ª divisione di fanteria di stanza a Hirosaki.
Il principe Chichibu fu implicato da alcuni storici nell'incidente nel 26 febbraio 1936, un tentativo di colpo di stato. Quale fu il ruolo che ebbe effettivamente svolto in tal caso non è chiaro, ma è noto che era in sintonia con i ribelli e che i suoi sentimenti politici erano concordi con i loro, vale a dire, per la sostituzione del corrotto governo politico basato sul partito con una dittatura militare sotto il controllo diretto dell'imperatore. La sua simpatia per la Kōdōha ("Fazione della via imperiale") dell'Esercito Imperiale era ben nota al momento. Dopo l'assassinio del primo ministro Inukai Tsuyoshi nel 1932, ebbe molte discussioni violente con il fratello, l'imperatore Hirohito, circa la sospensione della costituzione e l'attuazione del dominio imperiale diretto.
Dopo il tentativo di colpo di stato, il principe e la moglie furono inviati in un tour in Europa di diversi mesi. Essi rappresentarono il Giappone all'incoronazione di re Giorgio VI del Regno Unito e della regina Elisabetta nell'Abbazia di Westminster. Successivamente visitarono la Svezia e i Paesi Bassi, ospiti rispettivamente del re Gustavo V e della regina Guglielmina. Questo tour si concluse con la visita del solo principe a Norimberga, in Germania. Lì, partecipò alla "Giornata nazionale del partito" e incontrò Adolf Hitler, con il quale cercò di incrementare le relazioni. Al castello di Norimberga, Hitler lanciò un feroce attacco contro Stalin; in seguito il principe disse in privato al suo aiutante di campo Masaharu Homma "Hitler è un attore, sarà difficile fidarsi di lui". Tuttavia egli rimase convinto che il futuro del Giappone era legato a quello della Germania nazista. Nel 1938 e nel 1939, ebbe molti litigi con l'imperatore circa l'opportunità di partecipare a un'alleanza militare con la Germania contro la Gran Bretagna e gli Stati Uniti.
Il principe Chichibu fu successivamente nominato comandante di battaglione del 31º reggimento di fanteria nel mese di agosto 1937, promosso a tenente colonnello nel marzo dell'anno successivo e colonnello nell'agosto del 1939. Durante la guerra, fu coinvolto in operazioni di combattimento, e inviato nel Manciukuò prima della battaglia di Khalkhin Gol e a Nachino dopo il famoso massacro. Il 9 febbraio 1939, Chichibu partecipò a una conferenza sulla guerra batteriologica, tenuta da Shirō Ishii, nella hall del Ministero della guerra di Tokyo. Ha partecipato anche a dimostrazioni di vivisezione di Ishii.
In un libro sull'oro di Yamashita, gli autori Peggy e Sterling Seagrave affermarono che nel periodo 1937-1945 il principe avrebbe preso parte a un'operazione in cui i membri della famiglia imperiale presumibilmente furono coinvolti in prima persona nel furto di tesori dei paesi invasi dal Giappone durante la seconda guerra mondiale. Queste affermazioni sono in contrasto con la versione ufficiale, raccontata nelle sue memorie dalla moglie Setsuko, secondo la quale il principe si ritirò dal servizio attivo dopo la diagnosi di tubercolosi polmonare nel giugno 1940 e trascorse la maggior parte della seconda guerra mondiale in convalescenza nella sua villa di Gotemba, nella prefettura di Shizuoka, ai piedi del Fuji e non si è mai realmente ripreso dalla sua malattia. Fu promosso a maggior generale nel marzo 1945.
È noto che nel 1944 protestò presso l'imperatore per il cumulo di cariche attribuite al generale Hideki Tōjō, divenuto oltre che primo ministro anche ministro della guerra e capo di Stato Maggiore. Come gli altri membri della famiglia reale giapponese, Chichibu non subì alcun processo per crimini di guerra al termine del conflitto.

### Patrocini

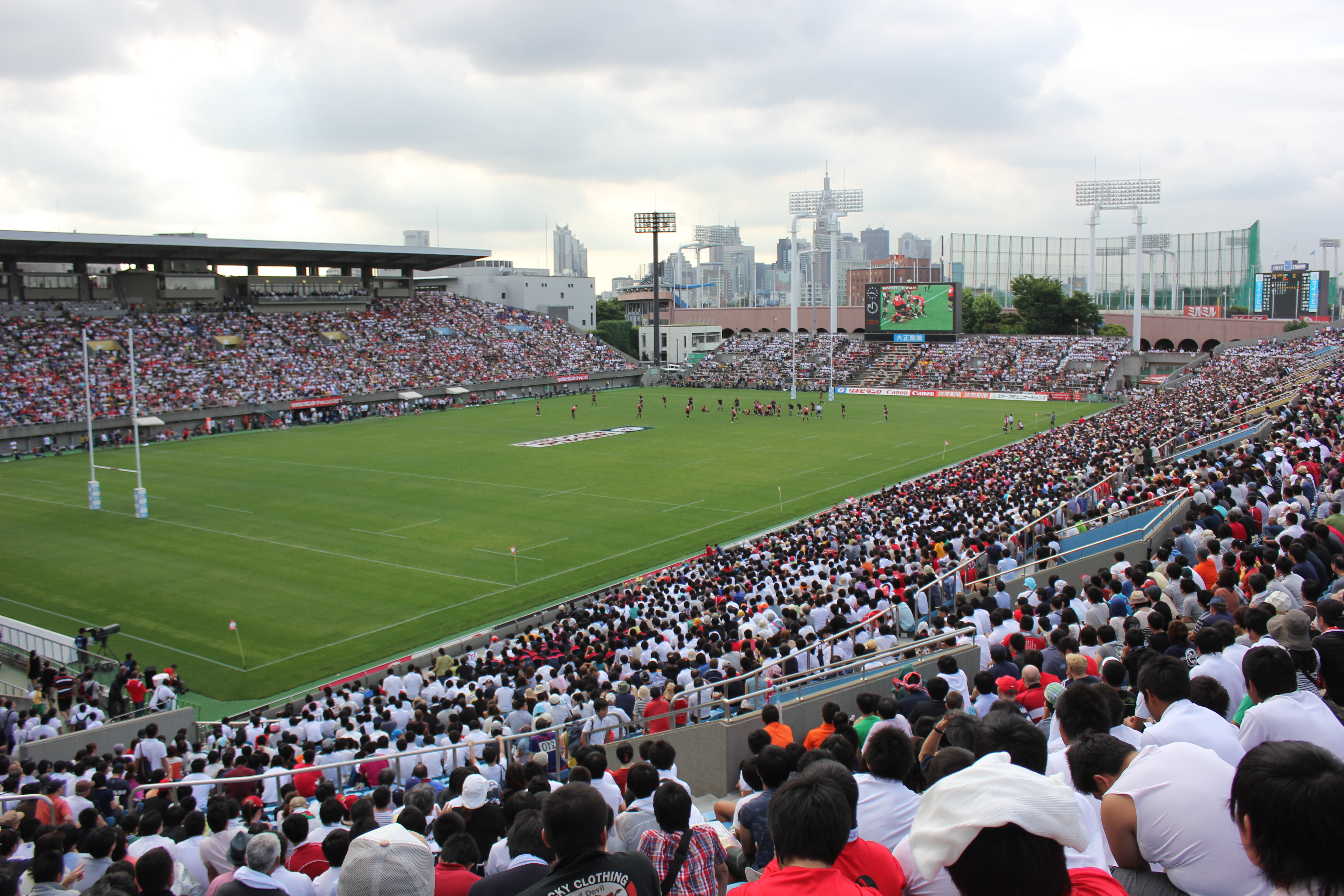
Il Chichibunomiya Stadium, prende il nome dal principe.

Dopo la seconda guerra mondiale, il principe Chichibu fu a capo di molte organizzazioni sportive, e fu soprannominato il "Principe sportivo" per i suoi sforzi di promuovere lo sci, il rugby e altri sport. Fu anche presidente onorario della Società Giappone-Britannia e della Società svedese del Giappone. Fu sostenitore dello scautismo in Giappone e partecipò alla quarta conferenza dell'Organizzazione mondiale del movimento scout nel 1926.
Il suo impegno nel diffondere il rugby in Giappone fu tale che, dopo la sua morte, lo stadio di rugby di Tokyo di Kita-Aoyama 2 fu rinominato Chichibunomiya Rugby Stadium. Una statua del principe Chichibu in abiti sportivi è stata eretta lì.

### La morte
Il principe Chichibu morì di tubercolosi nella sua villa Kugenuma a Fujisawa, nella prefettura di Kanagawa il 4 gennaio 1953. I suoi resti furono cremati e le ceneri sepolte il 12 gennaio successivo nel cimitero imperiale di Toshimagaoka nel quartiere Bunkyō di Tokyo.

## Galleria d'immagini

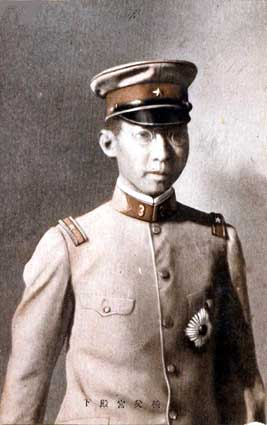
Il principe Chichibu poco più che ventenne, come sottotenente
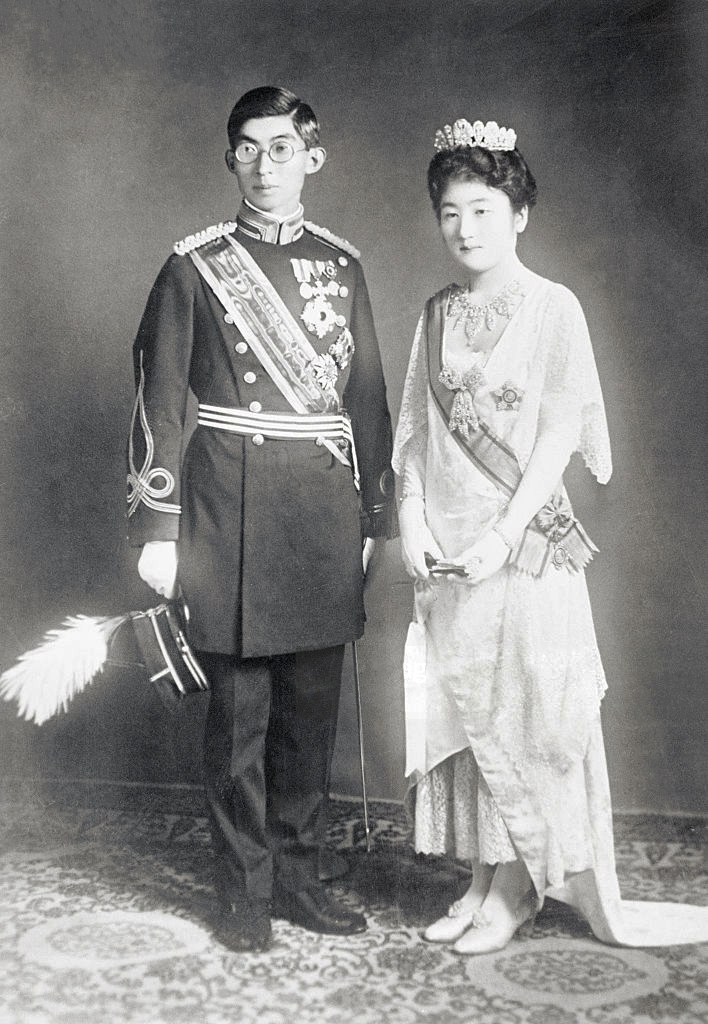
I principi Chichibu nel giorno del loro matrimonio in abiti occidentali
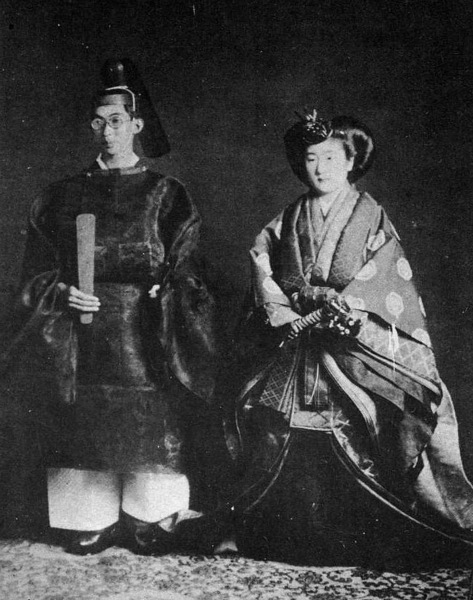
I principi Chichibu nel giorno del loro matrimonio in abiti tradizionali
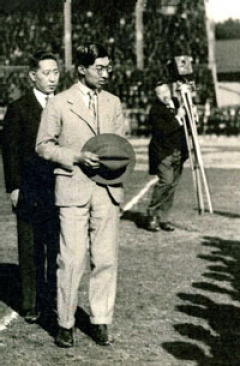
Il principe allo stadio
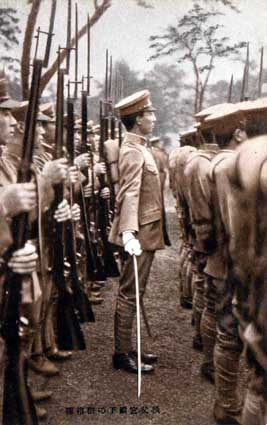
Il principe a Hirosaki
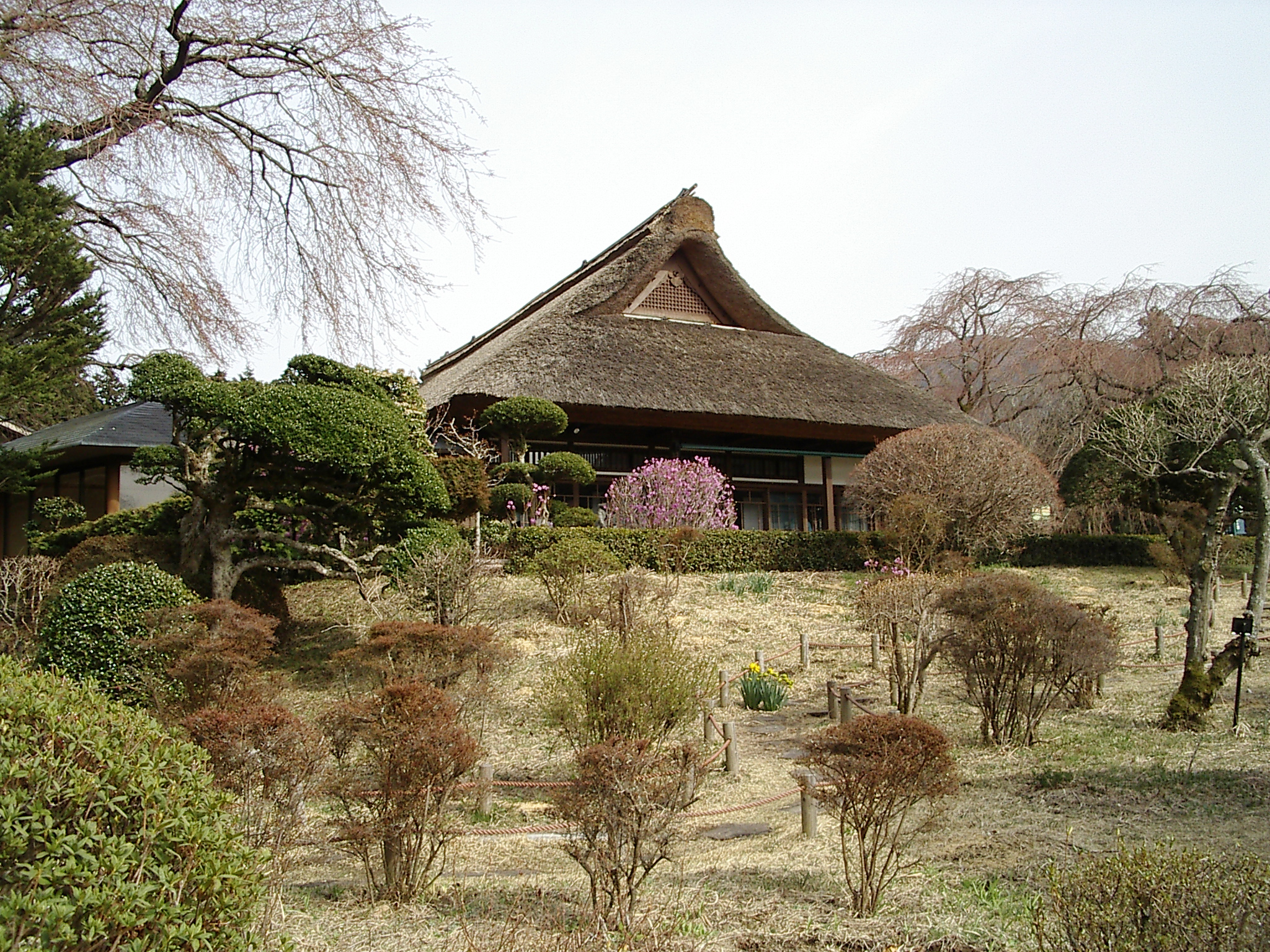
L'ex villa del principe Chichibu a Gotemba
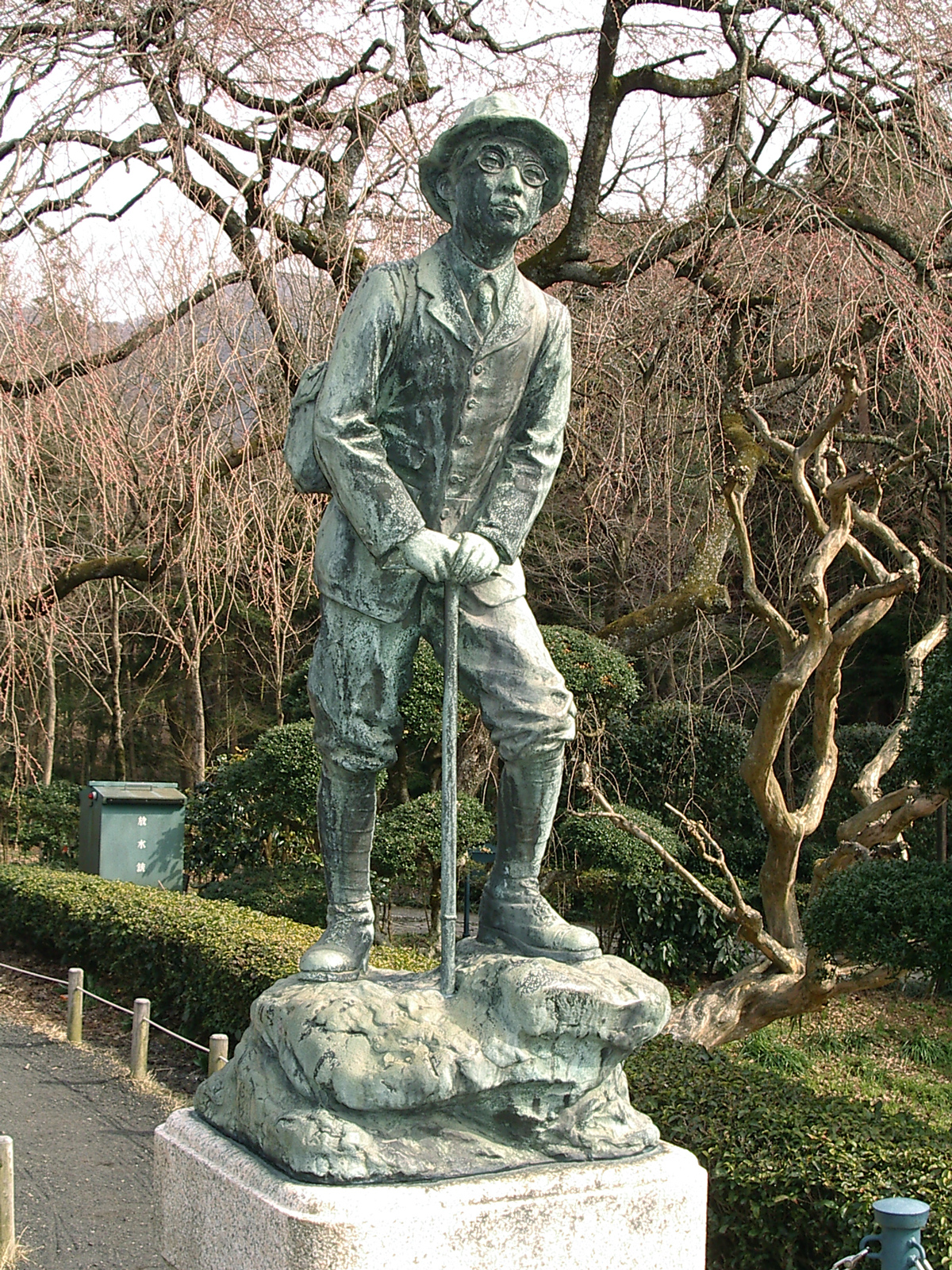
Statua del principe Chichibu